# コンラート・フェルディナント・マイヤー

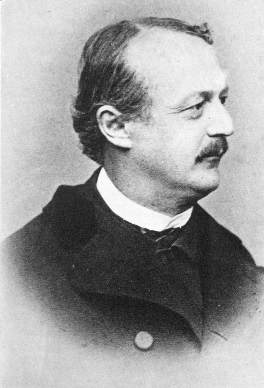
コンラート・フェルディナント・マイヤー

コンラート・フェルディナント・マイヤー（Conrad Ferdinand Meyer、1825年10月11日 - 1898年11月28日）は、スイスの作家・詩人。ケラー、ゴットヘルフらとともに19世紀スイスのドイツ語圏を代表する作家である。
チューリヒに生まれ、富裕な門閥の家系であったため経済的不安は少なく、長じてからも生涯定職を持たずに過ごした。繊細で夢想的な性質から学校の喧騒に耐え切れず退学、15歳で父が死去してからはカルヴァン教信徒の母からの厳格な教育を受け、母からの抑圧、神経症や自殺衝動に悩みながら不安定な青年期を送る。1856年の母の自殺が自己回復の契機となり、イタリア旅行でのミケランジェロ体験やテオドール・フィッシャーのリアリズム理論に導かれながら作家を志す。
1864年、妹の尽力で『あるスイス人の二十篇のバラード集』を出版。1871年、ドイツ帝国成立に対する感激から書かれた叙事詩『フッテン最後の日々』が成功を収める。以後ルネサンス、バロックに取材した客観的文体による歴史小説にも手を染め、『ユルク・イェーナチュ』（1876年）、『聖者』（1880年）、『僧の婚礼』（1884年）、『ペスカラの誘惑』（1887年）など、20年間で十一篇の作品を執筆した。チューリヒ、キルヒベルクにて死去。

## 作品（日本語訳）
- 『愛国者』（ユルク・イェーナチュ）マイエル 岡村弘訳 弘文堂書房 世界文庫 1940
- 『僧の婚礼』マイエル 伊藤武雄訳 岩波文庫 1936
- 『フッテン最後の日々』マイエル 浅井真男訳 岩波文庫 1941
- 『聖者』マイエル 伊藤武雄訳 岩波文庫 1942
- 『女裁判官』C.F.マイエル 高橋和年訳 日本出版社 1943
- 『アンジェラ・ボルジャ』マイエル 伊藤武雄訳 岩波文庫 1949
- 『尼僧院の秘密・護符』C.F.マイエル 服部正己訳 高桐書院 1949
- 『鞭の下の青春』春田伊久蔵訳 創元社 1949
- 『マイヤァ抒情詩集』高安国世訳 岩波文庫 1951
- 『世界文学全集(42)ボードレール マイヤー ペイター』、「ペスカラの誘惑」小栗浩訳 集英社 1981